# 王立行
王立行（1928年—），曾用名周裕宽，男，四川永川人，中国报刊活动家，曾任《北京日报》副社长、总编辑，中共北京市委常委、宣传部部长，中华全国新闻工作者协会副主席。